# Masaitisita
La masaitisita és un mineral de la classe dels òxids.

## Característiques
La masaitisita és un òxid de fórmula química KCu₅O₂(SeO₃)₂Cl₃. Va ser aprovada com a espècie vàlida per l'Associació Mineralògica Internacional en el mes de juny de l'any 2023, i encara resta pendent de publicació. Cristal·litza en el sistema ortoròmbic. És l'anàleg de potassi de la ilinskita.
L'exemplar que va servir per a determinar l'espècie, el que es coneix com a material tipus, es troba conservat a les col·leccions del Museu Mineralògic Fersmann, de l'Acadèmia de Ciències de Rússia, a Moscou (Rússia), amb el número de registre: 6006/1.

## Formació i jaciments
Va ser descoberta a la fumarola Iadovítaia, que es troba al segon con d'escòria de l'avanç nord de la Gran erupció fissural del Tolbàtxik, al krai de Kamtxatka (Rússia). Aquest indret és l'únic a tot el planeta on ha estat descrita aquesta espècie mineral.